# Campionati austriaci di sci alpino 1991
I Campionati austriaci di sci alpino 1991 si svolsero ad Altenmarkt-Zauchensee e a Gries am Brenner; furono assegnati i titoli di discesa libera, supergigante, slalom gigante, slalom speciale e combinata, sia maschili sia femminili.

## Risultati

### Uomini

#### Discesa libera
| Pos. | Atleta           | Nazione |
| ---- | ---------------- | ------- |
| 1    | Patrick Ortlieb  | Austria |
| 2    | Leonhard Stock   | Austria |
| 3    | Helmut Höflehner | Austria |

Località: Altenmarkt-Zauchensee

#### Supergigante
| Pos. | Atleta        | Nazione |
| ---- | ------------- | ------- |
| 1    | Richard Kröll | Austria |
| 2    | Fritz Strobl  | Austria |
| 3    | Dietmar Thöni | Austria |

Località: Altenmarkt-Zauchensee

#### Slalom gigante
| Pos. | Atleta           | Nazione |
| ---- | ---------------- | ------- |
| 1    | Helmut Mayer     | Austria |
| 2    | Bernhard Gstrein | Austria |
| 3    | Christian Mayer  | Austria |

Località: Gries am Brenner

#### Slalom speciale
| Pos. | Atleta               | Nazione |
| ---- | -------------------- | ------- |
| 1    | Stephan Eberharter   | Austria |
| 2    | Thomas Stangassinger | Austria |
| 3    | Siegfried Voglreiter | Austria |

Località: Gries am Brenner

#### Combinata
| Pos. | Atleta           | Nazione |
| ---- | ---------------- | ------- |
| 1    | Rainer Salzgeber | Austria |
| 2    | Thomas Hangl     | Austria |
| 3    | Roland Baier     | Austria |

Località: Altenmarkt-Zauchensee, Gries am Brenner

Classifica stilata attraverso i piazzamenti ottenuti
in discesa libera, slalom gigante e slalom speciale

### Donne

#### Discesa libera
| Pos. | Atleta             | Nazione |
| ---- | ------------------ | ------- |
| 1    | Anja Haas          | Austria |
| 2    | Veronika Wallinger | Austria |
| 3    | Barbara Sadleder   | Austria |

Località: Altenmarkt-Zauchensee

#### Supergigante
| Pos. | Atleta             | Nazione |
| ---- | ------------------ | ------- |
| 1    | Andrea Salvenmoser | Austria |
| 2    | Veronika Wallinger | Austria |
| 3    | Sylvia Eder        | Austria |

Località: Altenmarkt-Zauchensee

#### Slalom gigante
| Pos. | Atleta             | Nazione |
| ---- | ------------------ | ------- |
| 1    | Ingrid Salvenmoser | Austria |
| 2    | Manuela Lieb       | Austria |
| 3    | Veronika Kappaurer | Austria |

Località: Gries am Brenner

#### Slalom speciale
| Pos. | Atleta             | Nazione |
| ---- | ------------------ | ------- |
| 1    | Ingrid Salvenmoser | Austria |
| 2    | Elfi Eder          | Austria |
| 3    | Manuela Lieb       | Austria |

Località: Gries am Brenner

#### Combinata
| Pos. | Atleta              | Nazione |
| ---- | ------------------- | ------- |
| 1    | Cornelia Meusburger | Austria |
| 2    | Katja Wach          | Austria |
| 3    | Michaela Kappacher  | Austria |

Località: Altenmarkt-Zauchensee, Gries am Brenner

Classifica stilata attraverso i piazzamenti ottenuti
in discesa libera, slalom gigante e slalom speciale